# Terminalia acuminata
A guarajuba (nome científico: Terminalia acuminata)  é uma árvore brasileira que ocorria na Mata Atlântica, principalmente no Rio de Janeiro.
A árvore possui tronco reto, com ramificações a partir de 25 metros de altura. Suas sementes têm cor verde e amarela.
Sua madeira foi intensamente usada na construção civil, assim como na construção naval. Em engenhos, era usada para fabricação de tubulação de água. Na marcenaria, era usada para fazer móveis e mobiliários.

## Estado de Conservação
A planta era considerada Extinta na natureza desde 1942, mas foi registrado pela IUCN, apenas em 1998, sendo conhecidos apenas dois indivíduos no Jardim Botânico do Rio de Janeiro. Em maio de 2016, foi divulgado que novos espécimes teriam sido descobertos no Parque Estadual da Serra da Tiririca, em Itacoatiara, Niterói; no Parque Estadual do Mendanha, em Nova Iguaçu; no Parque Nacional da Tijuca; e no Parque Natural Municipal da Cidade, na Gávea, na cidade do Rio de Janeiro.Foi reclassificada como em perigo crítico, possivelmente extinto da natureza, pois a IUCN não atualizou os dados para averiguação da espécie, desde 1998. Acredita-se que o número total de indivíduos não ultrapassem 100 indivíduos.

## Medidas de conservação
A espécie faz parte de um projeto, com outras 903 plantas, que tem como objetivo a conservação da flora endêmica ameaçada de extinção. Com a ajuda de um aplicativo, a ideia é que o aplicativo tenha informações sobre as plantas. Assim, a população terá dados sobre elas e poderá reconhecê-las na natureza. A finalidade do projeto é a preservação total dessas plantas mais raras.
Outra medida de conservação é a coleta das sementes para germinação. Foram coletadas cerca de 400 sementes para germinação, embora a taxa de germinação dessa espécie seja considerada baixa.
1. ↑  O Globo
2. ↑  Extra
3. ↑  «Guarajuba é encontrada no Parque Estadual da Serra da Tiririca | WikiParques». www.wikiparques.org. Consultado em 22 de março de 2018